# Cápsula adiposa
La cápsula adiposa es una estructura que se localiza entre la fascia renal y la cápsula renal considerándose parte de esta última. Es una capa grasa que puede variar de grosor, cuya función es de acolchado, para evitar que el riñón sufra daños por golpes o movimientos bruscos.